# ورزشگاه تاماز استپانیا

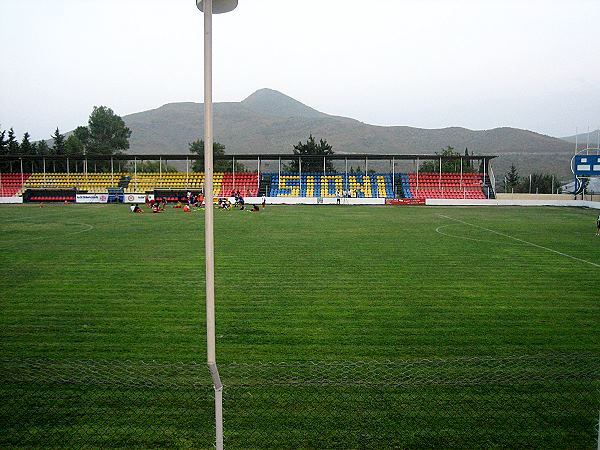
ورزشگاه تاماز استپانیا

ورزشگاه تاماز استپانیا یک ورزشگاه چندمنظوره در شهر بولنیسی کشور گرجستان است. این ورزشگاه بیشتر برای مسابقات فوتبال استفاده می‌شود و ورزشگاه خانگی باشگاه فوتبال سیونی بولنیسی است. این ورزشگاه توانایی پذیرش ۳۰۰۰ نفر را دارد.
این ورزشگاه به نام تاماز استپانیا،  بازیکن پیشین و دروازه‌بان باشگاه فوتبال دینامو تفلیس نامگذاری شده است. وی در سن ۲۱ سالگی در یک تصادف جاده‌ای درگذشت.